# Ruder-Bundesliga Saison 2013
Die Ruder-Bundesliga Saison 2013 war die fünfte Saison der Ruder-Bundesliga. Sie dauerte von Mai bis September und bestand aus insgesamt fünf Renntagen. Namenssponsor war das Beratungsunternehmen „PRODYNA AG“.

## Modus
An jedem Rennwochenende rudern die Achter jeder Liga in einem Zeitfahren, in dem alle Mannschaften die Distanz gegen die Uhr absolvieren. Nach den Ergebnissen dieser sogenannten Time-Trials werden die Paarungen für die folgenden Achtelfinals gesetzt. Die Endrunde besteht aus Achtel-, Viertel-, Halb- und Finalrennen, die im K.-o.-System ausgetragen werden. Jede Platzierung wird ausgefahren, um den Mannschaften Punkte zuteilen zu können. Der Sieger eines Rennwochenendes gewinnt 16 Punkte, jedes weiter platzierte Boot einen Punkt weniger. Aus der Addition der gewonnenen Punkte jedes Vereinsbootes an den Rennwochenenden resultieren die Tabellenstände in den einzelnen Ligen.

## Renntage

### 1. Renntag
Der Auftakt der Saison 2013 fand am 11. Mai vor rund 10.000 Zuschauern in der Main-Arena in Frankfurt statt. Im Vorfeld traten der Achter der Frankfurter Rudergesellschaft Germania und der Gießen-Achter im ZDF-Fernsehgarten gegeneinander an. Bei den Frauen gewann der Alsterachter der Rudergesellschaft Hansa Hamburg, bei den Männern der Dole-Achter des RC Favorite Hammonia Hamburg.

### 2. Renntag

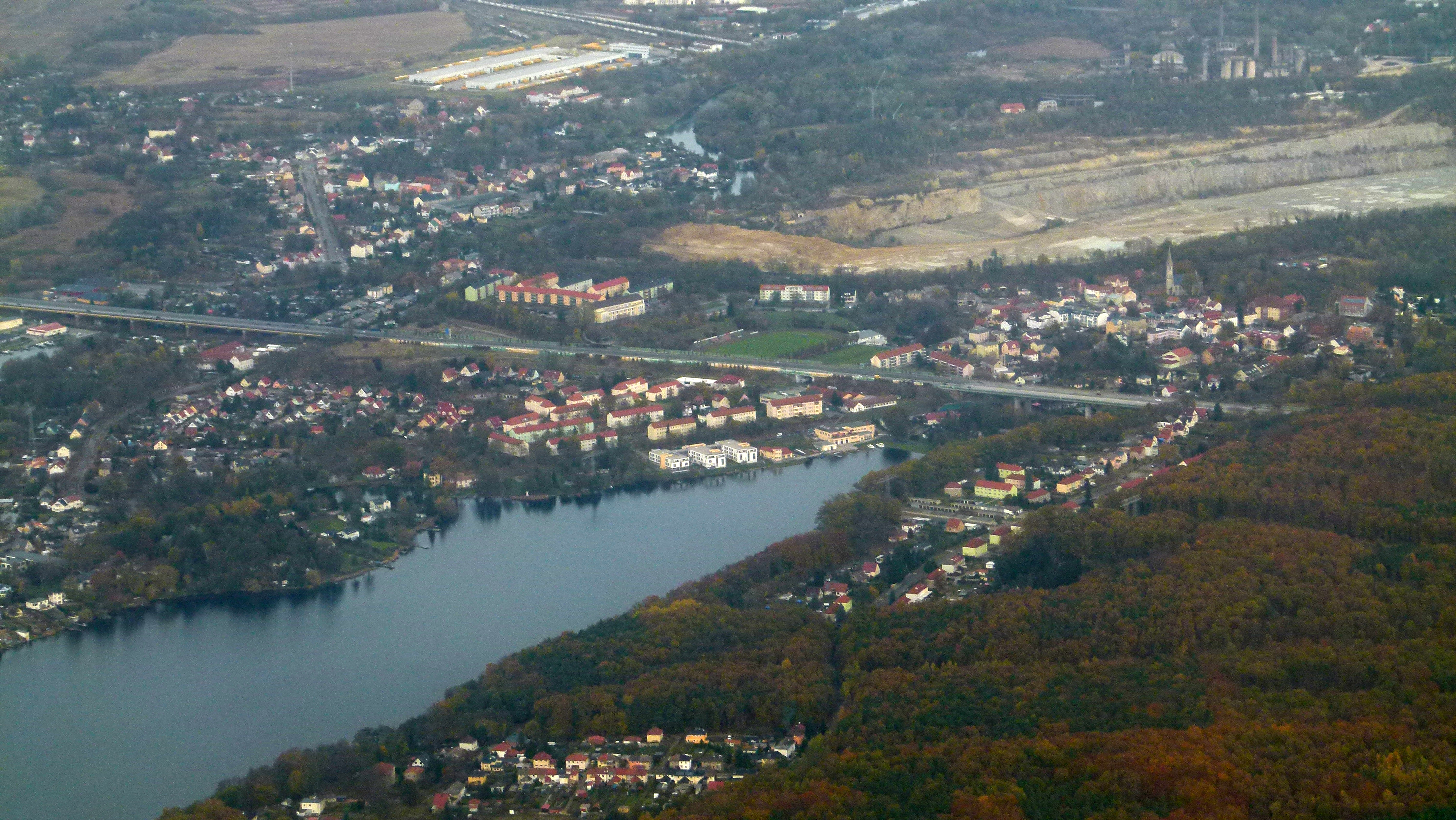
Blick auf die Regattastrecke in Rüdersdorf

Der zweite Renntag fand am 8. Juni auf dem Kalksee in Rüdersdorf statt. Der Tagessieg ging bei den Frauen an den Crefelder RC, bei den Männern siegte die Frankfurter Rudergesellschaft Germania.

### 3. Renntag
Am 3. August fand die dritte Etappe der Ruder-Bundesliga in Duisburg statt. Vor rund 3000 Zuschauern konnten sowohl bei den Männern als auch bei den Frauen die Achter des Crefelder Ruderclubs die Rennen auf der Regattabahn Duisburg-Wedau für sich entscheiden. Duisburg war auch der erste Renntagder Saison 2013 für die Junioren und Juniorinnen.

### 4. Renntag
Der vorletzte Renntag der Saison fand am 17. August in Kassel und somit zeitgleich mit der 1100-Jahr-Feier der Stadt auf der Fulda statt. Es war das erste Mal, das die Ruder-Bundesliga in Kassel Station machte. Tagessieger wurden vor insgesamt rund 2000 Zuschauern sowohl bei den Männern als auch bei den Frauen die Achter des Crefelder Ruder-Club. Kassel war auch der zweite und somit letzte Austragungsort der Junioren-Ruderbundesliga.

### 5. Renntag
Das Saisonfinale am 14. September auf der Binnenalster in Hamburg statt. Aufgrund der örtlichen Bedingungen wurde nur über eine verkürzte Renndistanz von 270 Metern (eigentlich 350 Meter) gestartet. Den Tagessieg sowie den Gesamtsieg der Saison 2013 konnten sich die beiden Teams des Crefelder-Ruderclubs sichern.

## Ergebnisse

### Männer

#### 1. Liga
| Platzierung | Name                                        | Stadt                 | Punkte |
| ----------- | ------------------------------------------- | --------------------- | ------ |
| 1           | Crefelder Ruder-Club 1883 (M)               | Krefeld               | 77     |
| 2           | Münster-Achter                              | Münster               | 71     |
| 3           | Frankfurter Rudergesellschaft Germania 1869 | Frankfurt am Main     | 69     |
| 4           | Dole Achter Ruder-Club Favorite Hammonia    | Hamburg               | 59     |
| 5           | Sprintteam Mülheim                          | Mülheim an der Ruhr   | 56     |
| 6           | Pirna-Achter                                | Pirna                 | 53     |
| 7           | RTHC Bayer Leverkusen                       | Leverkusen            | 46     |
| 8           | Rüderdorfer RV Kalkberge                    | Rüdersdorf bei Berlin | 43     |
| 9           | Emscher Hammer                              | Herne / Hamm          | 36     |
| 10          | USV TU Dresden-Achter (A)                   | Dresden               | 36     |
| 11          | Lotto-Maschseeachter (A)                    | Hannover              | 36     |
| 12          | Der Hamburger und Germania Ruder Club       | Hamburg               | 36     |
| 13          | Carstens Lübecker Marzipan-Achter (A)       | Lübeck                | 27     |
| 14          | BRC-Hauptstadtachter Berliner Ruder-Club    | Berlin                | 16     |
| 15          | Sparkasse Weserbergland-Achter              | Hameln                | 13     |
| 16          | Münchener Ruder-Club                        | München               | 6      |

(M) Meister in der Saison 2012 

(A) Aufsteiger in der Saison 2012

#### 2. Liga
| Platzierung | Name                          | Stadt               | Punkte |
| ----------- | ----------------------------- | ------------------- | ------ |
| 1           | DWB-Holding Achter            | Berlin              | 56     |
| 2           | Gießen-Achter                 | Gießen              | 44     |
| 3           | Protected-Gold-Achter         | Dresden             | 42     |
| 4           | Gorilla-Achter                | Münster             | 39     |
| 5           | RC Allemannia Hamburg         | Hamburg             | 36     |
| 6           | JL Sport Esslingen            | Esslingen am Neckar | 32     |
| 7           | Neusser Ruderverein           | Neuss               | 28     |
| 8           | Wikingachter                  | Berlin              | 27     |
| 9           | Salzland-Achter               | Bernburg            | 24     |
| 10          | Hürther RG                    | Hürth               | 21     |
| 11          | Deutscher Ruder-Club Hannover | Hannover            | 21     |
| 12          | Ruder-Club Witten             | Witten              | 20     |

### Frauen

#### 1. Liga
| Platzierung | Name                                         | Stadt                      | Punkte |
| ----------- | -------------------------------------------- | -------------------------- | ------ |
| 1           | Crefelder Ruder-Club 1883 (M)                | Krefeld                    | 64     |
| 2           | Rheinperlen Bonner Rudergesellschaft         | Bonn                       | 54     |
| 3           | Ruderverein Rauxel                           | Rauxel                     | 51     |
| 4           | Alsterachter Rudergesellschaft Hansa Hamburg | Hamburg                    | 49     |
| 5           | Heidelberger Leben-Achter                    | Heidelberg                 | 43     |
| 6           | Melitta-Achter Minden                        | Minden                     | 40     |
| 7           | Rheingold-Achter                             | Mainz / Ingelheim am Rhein | 33     |
| 8           | Deutscher Ruder-Club Hannover                | Hannover                   | 27     |
| 9           | Hamburg Sprinter                             | Hamburg                    | 25     |
| 10          | Kaffeemacher-Achter                          | Dresden                    | 23     |
| 11          | Rhein-Sprinter                               | Düsseldorf                 | 36     |
| 12          | Lübeckachter                                 | Lübeck                     | 19     |
| 13          | Ruhrachter                                   | Essen                      | 7      |

(M) Meister in der Saison 2012

### Junioren
Die Junioren starteten nur an den Renntagen in Duisburg und Kassel.
| Platzierung | Name                            | Stadt               | Punkte |
| ----------- | ------------------------------- | ------------------- | ------ |
| 1           | Dresdner Ruderverein            | Dresden             | 8      |
| 2           | Creditreform Kassel             | Kassel              | 6      |
| 3           | Mercedes-Benz-Juniorteam Kassel | Kassel              | 3      |
| 4           | Renn-Ruder-Gemeinschaft Mülheim | Mülheim an der Ruhr | 3      |

### Juniorinnen
Die Juniorinnen starteten, ebenso wie die Junioren, auch nur an zwei Renntagen.
| Platzierung | Name                       | Stadt      | Punkte |
| ----------- | -------------------------- | ---------- | ------ |
| 1           | Tröger + Entenmann Express | Heidelberg | 4      |
| 2           | Creditreform Kassel        | Kassel     | 2      |